# 吉田城 (仏文学者)
吉田 城（よしだ じょう、1950年10月21日 - 2005年6月24日）は、フランス文学者。元京都大学大学院文学研究科教授。
専門はマルセル・プルースト。プレイヤード叢書の編纂に日本人として初めて参画した。

## 経歴
英文学者・吉田正俊の子として東京に生まれる。都立日比谷高校、京都大学文学部仏文科卒業。東京大学大学院人文科学研究科仏文専攻博士課程中退。大阪大学言語文化部講師、助教授、京大教養部助教授、1982年文学部助教授。1994年、京大文学博士号を取得。教授となる。
2005年に腎不全のため死去。没後2冊分の遺稿集が刊行された。

## 著書
- 『『失われた時を求めて』草稿研究』平凡社、1993年
- 『対話と肖像 プルースト青年期の手紙を読む』青山社、1994年
- 『神経症者のいる文学 バルザックからプルーストまで』名古屋大学出版会、1996年
- 『小説の深層をめぐる旅 プルーストと芥川龍之介』岩波書店、2007年。松沢和宏編
- 『プルーストと身体 『失われた時を求めて』における病・性愛・飛翔』白水社、2008年。吉川一義編

### 共編著
- 『教養のためのフランス語』吉田典子と共著、大修館書店、1991年
- 『テクストからイメージへ 文学と視覚芸術のあいだ』京都大学学術出版会、2002年
- 『プチ・ロワイヤル和仏辞典』恒川邦夫、牛場暁夫と共編、旺文社、1993年、新版2003年ほか
- 『身体のフランス文学 ラブレーからプルーストまで』田口紀子と共著、京都大学学術出版会 2006年

### 翻訳
- 『プルースト全集』筑摩書房（全18巻）、1988-1997年。書簡を共訳
- ジェローム・デュアメル『世界毒舌大辞典』大修館書店、1988年
- ジョン・ラスキン、プルースト仏訳『胡麻と百合』筑摩書房、1990年
- クシシトフ・ポミアン『コレクション 趣味と好奇心の歴史人類学』吉田典子共訳、平凡社、1992年
- ミシェル・エルマン『評伝マルセル・プルースト その生の軌跡』青山社、1999年
- ミシェル・シュネデール『プルースト 母親殺し』白水社、2001年